# Kanton Mézidon-Canon
Kanton Mézidon-Canon (fr. Canton de Mézidon-Canon) je francouzský kanton v departementu Calvados v regionu Normandie. Při reformě kantonů v roce 2014 byl utvořen z 56 obcí, do té doby sestával z 19 obcí. V květnu 2016 sestával z 55 obcí (vzhledem k procesu slučování některých obcí).

## Obce kantonu (v květnu 2016)
- Les Authieux-Papion
- Auvillars
- Beaufour-Druval
- Beuvron-en-Auge
- Biéville-Quétiéville
- Bissières
- La Boissière
- Bonnebosq
- Cambremer
- Castillon-en-Auge
- Condé-sur-Ifs
- Coupesarte
- Crèvecœur-en-Auge
- Croissanville
- Drubec
- Formentin
- Le Fournet
- Gerrots
- Grandchamp-le-Château
- Hotot-en-Auge
- La Houblonnière
- Léaupartie
- Lécaude
- Lessard-et-le-Chêne
- Magny-la-Campagne
- Magny-le-Freule
- Manerbe
- Méry-Corbon
- Le Mesnil-Eudes
- Le Mesnil-Mauger
- Le Mesnil-Simon
- Mézidon-Canon
- Les Monceaux
- Monteille
- Montreuil-en-Auge
- Notre-Dame-d'Estrées-Corbon [p 1]
- Notre-Dame-de-Livaye
- Percy-en-Auge
- Le Pré-d'Auge
- Prêtreville
- Repentigny
- La Roque-Baignard
- Rumesnil
- Saint-Désir
- Saint-Germain-de-Livet
- Saint-Jean-de-Livet
- Saint-Julien-le-Faucon
- Saint-Laurent-du-Mont
- Saint-Loup-de-Fribois
- Saint-Martin-de-Mailloc
- Saint-Ouen-le-Pin
- Saint-Pierre-des-Ifs
- Valsemé
- Victot-Pontfol
- Vieux-Fumé

## Obce kantonu (do roku 2015)
- Les Authieux-Papion
- Bissières
- Castillon-en-Auge
- Coupesarte
- Crèvecœur-en-Auge
- Croissanville
- Grandchamp-le-Château
- Lécaude
- Magny-le-Freule
- Méry-Corbon
- Le Mesnil-Mauger
- Mézidon-Canon
- Monteille
- Notre-Dame-de-Livaye
- Percy-en-Auge
- Biéville-Quétiéville
- Saint-Julien-le-Faucon
- Saint-Laurent-du-Mont
- Saint-Loup-de-Fribois